# Věra Votrubcová
Věra Votrubcová (Pilsen; 28 de febrero de 1911-Dobřany; 24 de julio de 1981) fue una jugadora profesional de tenis de mesa checoslovaca campeona del mundo en 1937 y 1938 por parejas.
Votrubcová jugaba de compañera de equipo con su compatriota Vlasta Pokorna-Depetrisova.